# James Baxter (Segler)
James „Bim“ Baxter (* 8. Juni 1870 in Birkenhead; † 4. Juli 1940 ebenda) war ein britischer Segler, Rugby-Spieler und Sportfunktionär.

## Erfolge
James Baxter gewann als Mitglied des Royal Mersey Yacht Club 1908 in London bei den Olympischen Spielen in der 12-Meter-Klasse die Silbermedaille. Bei der auf dem Firth of Clyde in Schottland ausgetragenen Regatta traten lediglich die beiden britischen Boote Hera und Mouchette, zu deren Crew Baxter gehörte, in zwei Wettfahrten gegeneinander an. Die Hera gewann beide Wettfahrten, sodass neben Baxter und Skipper Charles MacIver auch die übrigen Crewmitglieder John Jellico, William Davidson, Thomas Littledale, James Spence, J. Graham Kenion, Charles MacLeod-Robertson, John Adam und Charles R. MacIver den zweiten Platz belegten.
Baxter bestritt im Jahr 1900 drei Spiele für die englische Rugby-Union-Nationalmannschaft, im Rahmen der Home Nations Championship 1900. Auf Vereinsebene war er für den Birkenhead Park Rugby Club aktiv (davon drei Jahre lang als Mannschaftskapitän), 27 Mal spielte er für die Auswahl der Grafschaft Cheshire. Später war er als internationaler Rugby-Schiedsrichter tätig. 1926/27 war er Präsident der Rugby Football Union. Für die Auswahl der British Lions amtierte er bei zwei Touren als Teammanager: 1927 nach Argentinien sowie 1930 nach Australien und Neuseeland.
Baxter war nach dem Ersten Weltkrieg, in dem er als Lieutenant Commander bei der Royal Naval Volunteer Reserve diente, auch ein passionierter Golfspieler. Er war Kapitän des Royal Liverpool Golf Club und präsidierte den Verband Cheshire Union of Golf Clubs.